# Småstadslif
Småstadslif – Lustspel i tre akter är ett lustspel av Thyra (Alfhild Agrell), uruppförd på Södra Teatern i Stockholm den 13 april 1883. Farsen drev med spänningarna mellan den kulturlösa krämarstaden Näsvik (baserad på dåtidens Sundsvall) och det bildade Sandö  "med sin landshövding" (Härnösand) och gjorde succé i Stockholm och överallt annars där den spelades, utom just i Härnösand.

## Handling
Pjäsen utspelar sig i den svenska småstaden Näsvik på 1840-talet. Stadens illiterate rådman och tillförordnade borgmästare Lundell står i begrepp att anordna ett teaterspektakel. Samtidigt pågår en kärlekshistoria där borgmästaren har lovat bort sin dotter till en rik och korkad man. I själva verket är dottern förälskad i Ek, Lundells skrivare. Modern Katrina kämpar för att dottern inte ska tvingas in i äktenskapet. Hon övertygar maken om att han har mer nytta av en skrivkunnig men fattig svärson än av en rik dumbom. Teaterkvällen slutar i katastrof, men dotter får till slut den man hon älskar.

## Personer
- Lundell, illiterat rådman och tillförordnad borgmästare i Näsvik
- Katrina, hans hustru
- Ann' Sophie, deras dotter
- Ek, skrivare hos Lundell
- Sandberg, läderhandlare
- Granqvist, postskrivare
- Qviding, mjölhandlare
- Fru Qviding
- Sundin, diversehandlare
- Fru Sundin
- Ulrika Eleonora, deras dotter
- Almén, före detta landsfiskal
- Fru Almén
- Rosenqvist, provisor
- Fru Boberg, enka
- Zitter, mamsell
- Kajsa, piga hos Lundell
- Kalle, springpojke hos Sandberg

## Om pjäsen
Pjäsen var Agrells första att spelas på Södra Teatern och föregicks av Räddad som hade haft urpremiär på Kungliga Dramatiska Teatern den 18 december 1882. Räddad hade blivit en succé och väckt stor uppmärksamhet. Småstadslif är till skillnad från Räddad ett lustspel, men innehåller också allvarligare inslag, bland annat ger den en pessimistisk syn på den så kallade kvinnofrågan. Enligt pressen var publiken mycket road av pjäsen och skrattade högt. När ridån gick ner fick pjäsen hjärtliga applåder och publiken ropade att författaren skulle komma in på scen och ta emot publikens bifall. Publiken meddelades dock att hon redan hade lämnat teatern.
Småtstadslif kom att spelas 17 gånger på Södra Teatern och därefter två gånger på Mindre teatern i Göteborg och på turné i landsorten. Bland annat spelades pjäsen i Agrells födelsestad Härnösand. Där mottogs den dock negativt av teaterpubliken som upplevde pjäsen som en illvillig karikatyr av personer och händelser i stadens historia.
Småstadslif utgavs som en del av samlingen Dramatiska arbeten II 1884 på Oscar L. Lamms förlag, tillsammans med Dömd. 2012 utgavs den som en del av samlingen Dramatiska arbeten, som innehåller Agrells samlade dramatiska produktion.

## Mottagande
Stockholms Dagblads anmälare skrev att denne sällan skrattat så på teatern "som åt de lustiga situationerna i Småstadslif". Anmälaren berömde även Agrell för hennes kvickhet: "fru Agrell eger till sitt förfogande ett stort förråd av qvickhet. Hennes dialog flödar deraf". Vidare berömdes hennes komiska talang och samtidigt stora förmåga att "tränga ner till djupet i menniskornas karakter". Recensionen innehöll även en lång beskrivning av hur Agrell tecknat figurerna: "Man förvånar sig öfver att en qvinna kunnat teckna män på ett så träffande sätt, den tillförordnade borgmästaren med sin dryghet och osjelvständighet, den unge skrifvaren med sin skicklighet i allt, den inskränkta läderhandlaren med sin beräknande gentillesse. På fruntimmerssidan har författarinnan frambragt någonting verkligen mästerligt i den halfgamla, pratsjuka, bittra, men hjärtegoda mamsell Zitter, hvilken också i fru Åbjörnsson fått en mycket god framställarinna."
Post- och Inrikes Tidningar gillade skildringarna av "skvallrande kaffesystrar, hederliga spetsborgare". Aftonbladet kritiserade Agrell för hennes blandning av allvar och fars. Recensenten önskade att hon skulle låta bli att "dra till härnad för kvinnofrågan".